# Norwich, Vermont
Norwich är en kommun (town) i Windsor County, Vermont i delstaten USA. Vid folkräkningen år 2000 bodde 3 544 personer på orten. Den har enligt United States Census Bureau en area på totalt 116 km² varav 0,4 km² är vatten.